# 1403
Năm 1403 là một năm trong lịch Julius.